# Anadolu Kartalları
Pour plus de détails, voir Fiche technique et Distribution.
Anadolu Kartalları, que l'on pourrait traduire en français par « Aigles anatoliens », est un film turc réalisé par Ömer Vargı et sorti en 2011. Il est produit par la société de production Fida Film, met en scène les acteurs et actrices Engin Altan Düzyatan, Özge Özpirinçci et Çağatay Ulusoy.
Le film, commissionné pour le centenaire l'Armée de l'air turque, a été filmé en collaboration avec l'armée de l'air turque à la base militaire aérienne de Konya. Certaines scènes aériennes ont notamment été réalisée par les Türk Yıldızları (« Étoiles de la Turquie ») et la Solo Türk, patrouilles acrobatiques de l'armée de l'air turque.
Le film est le sixième plus gros succès de l'année 2011 au box-office turc, avec un total de 1 179 190 entrées et 10 217 302 TL de revenus.

## Distribution
- Engin Altan Düzyatan : Kemal Tanaçan
- Çağatay Ulusoy : Ahmet Onur
- Özge Özpirinçci : Ayşe Dinçer
- Hande Subaşı : Burcu
- Alpay Atalan : Mustafa Hızarcı